# Buråskyrkan
Buråskyrkan är en kyrkobyggnad som tillhör Johannebergs församling i Göteborgs stift. Den ligger i stadsdelen Krokslätt i Göteborgs kommun. 

## Historia

### Barackkyrkan 1950–1971
Genom bostadsbyggande och inflyttning i de södra delarna av Johannebergs församling väcktes tankarna på en kyrkobyggnad i distriktet. Den 28 januari 1949 bildades Burås kyrkostiftelse under överinseende av Göteborgs Småkyrkostiftelse. På kort tid och med stort lekmannaengagemang uppfördes en provisorisk barackkyrka cirka 250 m nordost om den nuvarande kyrkan, nordost om korsningen Framnäsgatan-Glasmästargatan. Byggnaden bestod av två sammanbyggda före detta militärbaracker, där den ena var inredd till kyrkosal och den andra var samlingssal med tillhörande pentry. Den helige Mikaels dag den 1 oktober 1950 invigdes den provisoriska kyrkan av biskop Bo Giertz. Barackkyrkan blev välbesökt och Burås kyrkostiftelse arbetade vidare med planer på en permanent byggnad, men av olika anledningar blev denna inte uppförd förrän 1971.

### Nuvarande kyrka 1971–
Den provisoriska barackkyrkan ersattes 1971 av den nuvarande kyrkan, som ligger i sydöstra hörnet av Framnäsgatan och Fridkullagatan, och invigdes på Heliga Trefaldighets dag den 6 juni 1971 av biskop Bertil Gärtner.

## Kyrkobyggnaden
Byggnaden är uppförd av rött fasadtegel och har en kvadratisk plan. Vapenhuset ligger i väst och tornet, som kröns av ett smäckert kors, i södra hörnet. I norr finns en vidbyggd sakristia. Kyrkan ritades av arkitekt Per-Axel Ekholm och uppfördes av elever från Yrkesskolan under ledning av byggmästare Malm. Senare har tillbyggnad skett med fler tjänsterum och större vapenhus. Församlingshem finns i en souterrängvåning under kyrkan. 
Kyrksalen har vitslammade tegelväggar och ett platt trätak som är betsat i en rödbrun kulör. Golvbeläggningen är av svart skiffersten. Mot koret finns ett rumshögt fönster. Kyrkan har omkring 200 fasta sittplatser. Trots flera ombyggnader har den ursprungliga karaktären bevarats.

## Inventarier
- Altarprydnad som utgörs av ett krucifix skänkt av Brödraförsamlingen i Göteborg
- En bildväv i gobelängteknik föreställande Jungfru Maria och Jesusbarnet, strax intill dopfunten, utförd av Ditte Hallberg och invigd Jungfru Marie Bebådelsedag 1994
- Ett konstverk i keramik, som föreställer Jesu nedtagande från korset, utfört av Bengt och Anne-Sofie Lindqvist och uppsatt 1973
- En ikon som avbildar Jesu uppståndelse utförd av Erland Forsberg tillkom 1997.[5]

### Musikinstrument
- På en mindre upphöjd avdelning vid norra (vänstra) sidan av koret finns hammondorgel, synth, elpiano, elbas och trummor.
- Mekanisk orgel, som tillkom 1999, byggd av Ålems Orgelverkstad med nio stämmor fördelade på en manual och pedal.[6]